# Gran Turismo (film)
Pour les articles homonymes, voir Gran Turismo (homonymie).
Pour plus de détails, voir Fiche technique et Distribution.
Gran Turismo est un film américain réalisé par Neill Blomkamp et sorti en 2023. Il s'agit d'une adaptation de la série de jeux vidéo du même nom développée par Polyphony Digital. Le film est également inspiré de l'histoire de Jann Mardenborough, qui est devenu pilote professionnel par le biais de la GT Academy en 2011.
Le film reçoit des critiques globalement mitigées. Il totalise cependant 119 millions de dollars au box-office.

## Synopsis

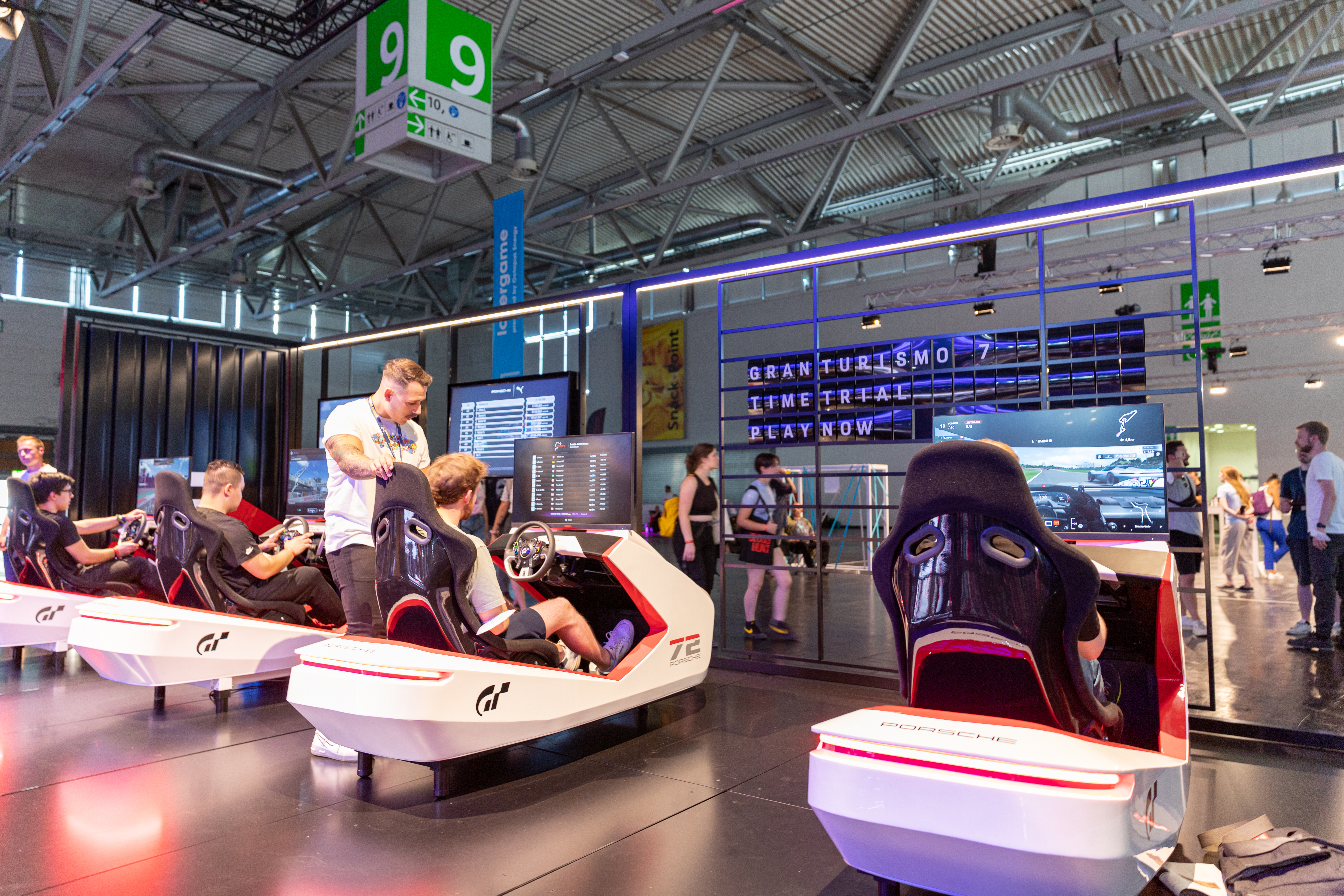
Des simulateurs de course sur Gran Turismo 7.

Jann Mardenborough est un jeune vivant à Cardiff avec ses parents et son frère. Il passe le plus clair de son temps libre à jouer à Gran Turismo, où il s'avère être un pilote hors pair. Il est cependant en froid avec son père Steve, ancien joueur professionnel de football au Cardiff City FC, qui considère que son rêve de devenir pilote est trop ambitieux et qu'il perd son temps à jouer.
De l'autre côté du monde à Tokyo, Danny Moore, un cadre marketing chez Nissan, propose à la marque de dénicher les pilotes de demain en organisant un concours sur Gran Turismo. Nissan accepte le projet mais demande à Danny de trouver un mentor expérimenté pour former les pilotes, sans quoi le projet n'aboutira pas. Après de nombreux échecs, Danny se résigne à contacter Jack Salter, un ancien pilote devenu mécanicien pour l'écurie Capa, une équipe financée par un riche homme d'affaires. D'abord réticent à l'idée d'entraîner des joueurs sans expérience pratique, Jack revient sur sa décision après une altercation avec le pilote phare de son équipe, Nick Capa, ce qui le pousse à démissionner.
À Cardiff, Jann apprend qu'il est sélectionné pour participer à une course qualificative sur Gran Turismo pour la « GT Academy ». Après avoir passé une soirée arrosée avec son frère, il échappe à un contrôle de police. Le lendemain, son père l'emmène dans une gare de triage pour lui montrer la réalité de la vie s'il n'a aucun projet en dehors de son rêve de devenir pilote. Jann ne renonce pas et arrive de justesse pour participer à la course qualificative, qu'il finit par remporter.

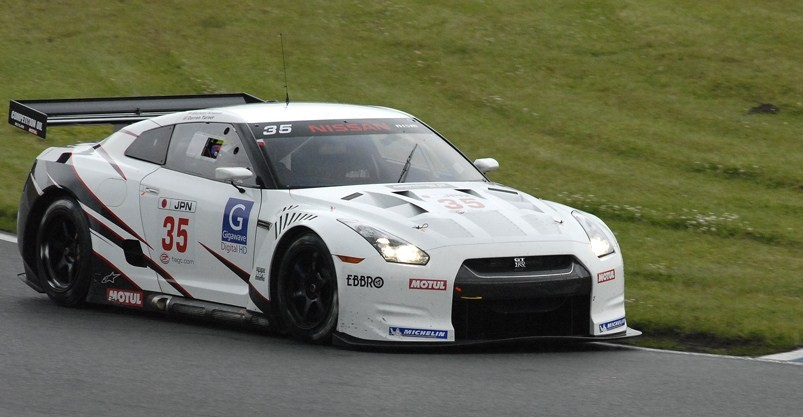
Une Nissan GT-R préparée pour la course, modèle similaire à celui piloté par les élèves de la GT Academy.

Jann est accueilli à la GT Academy avec neuf autres pilotes également qualifiés venant du monde entier. Alors que Danny cherche avant tout à vendre son projet et souhaite trouver un pilote charismatique, Jack prévient tout le monde que piloter des voitures de course est extrêmement physique et également très risqué. Au fil des jours et des épreuves, plusieurs pilotes sont éliminés et Jann risque d'être le suivant. À la suite d'une course d'entraînement, Jann perd le contrôle de sa voiture, ayant remarqué un problème de freins. Jack s'apprête à l'éliminer de l'Academy, mais un mécanicien confirme ce problème et Jack donne sa chance à Jann pour l'ultime course de l'Academy. Grâce à son talent et sa vision du pilotage, Jann remporte la course d'un fil devant Matty Davis, son rival le plus performant. Au moment de la photo finish, Danny pense que Matty serait un meilleur représentant et souhaite que la victoire lui soit attribuée, mais Jack souhaite que Jann, ayant gagné à la loyale, soit le vainqueur. Jann est donc couronné champion de la GT Academy, et obtient le droit de rouler pour Nissan dans le monde professionnel. Pour obtenir sa licence FIA, il doit finir 4e sur une seule course, en six épreuves.
Les débuts de Jann en compétition sont difficiles : après une première course au Red Bull Ring où il finit dans les derniers à la suite d'un tampon de Nick Capa — qui voit Jann comme une menace pour le sport automobile — et malgré les remontrances et les moqueries de ses techniciens qui le voient encore comme un joueur, il prend peu à peu ses marques. C'est à Dubaï, lors de la course de la dernière chance au Dubaï Autodrome, qu'il parvient à finir 4e, non sans mal, ayant évité de justesse un accident avec Capa. Il obtient ainsi sa licence FIA et se rend à Tokyo pour rencontrer Kazunori Yamauchi, le créateur de Gran Turismo, et signer son contrat professionnel avec Nissan. Jann apprend, au cours d'une discussion avec Danny, que Jack était un pilote hors pair mais qu'il a tout arrêté du jour au lendemain, sans savoir pourquoi. Pour remercier Jack et apprendre à mieux le connaître, Jann décide alors de lui offrir un walkman un peu plus moderne, puisque Jack écoute encore sa musique sur un vieux lecteur cassette.

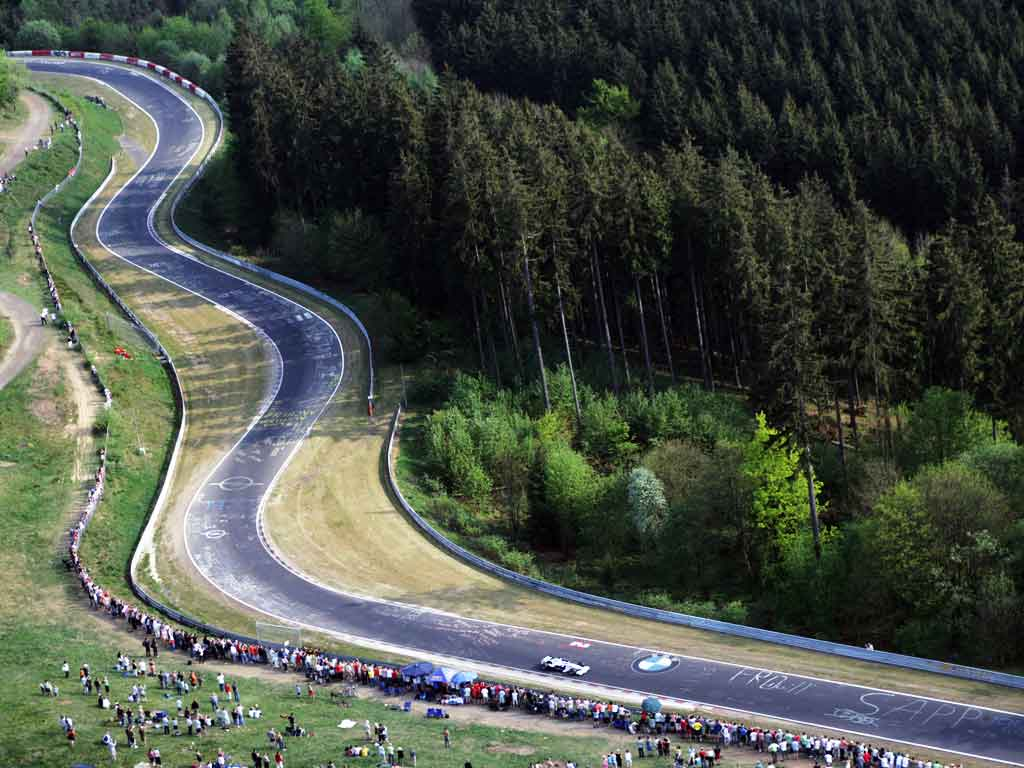
La Nordschleife du Nürburgring.

Lors d'une course au Nürburgring, l'un des circuits les plus redoutables au monde, Jann est bien placé. Mais sur une bosse, sa voiture s'envole par effet de soulèvement aérodynamique et s'écrase sur une colline en face. Malgré la violence de l'accident, Jann s'en tire avec quelques blessures. Cependant, il apprend que son accident a causé la mort d'un spectateur. Dévasté, Jann pense à arrêter la compétition. Jack lui propose alors de revenir sur les lieux de l'accident et de se remettre à conduire. Jack révèle alors qu'il a eu, dans sa jeunesse, un accident similaire aux 24 Heures du Mans, qui l'a poussé à tout arrêter. Il rappelle à Jann qu'avoir un tel accident fait partie des risques du sport automobile et que la mort de ce spectateur n'est aucunement sa faute.
En revenant à la compétition, Jann est informé par Danny que son contrat avec Nissan risque de ne pas être renouvelé, du fait d'une campagne menée par des pilotes pour éliminer les « simracers » du monde de la course automobile, les jugeant trop dangereux. Danny propose alors une idée folle : réaliser un podium aux 24 Heures du Mans avec une équipe composée uniquement de simracers. Jann est alors embarqué dans la course la plus importante de sa vie, avec deux autres pilotes de la GT Academy (dont Matty Davis, qu'il avait battu de justesse) pour l'accompagner, au volant d'un prototype Nissan.

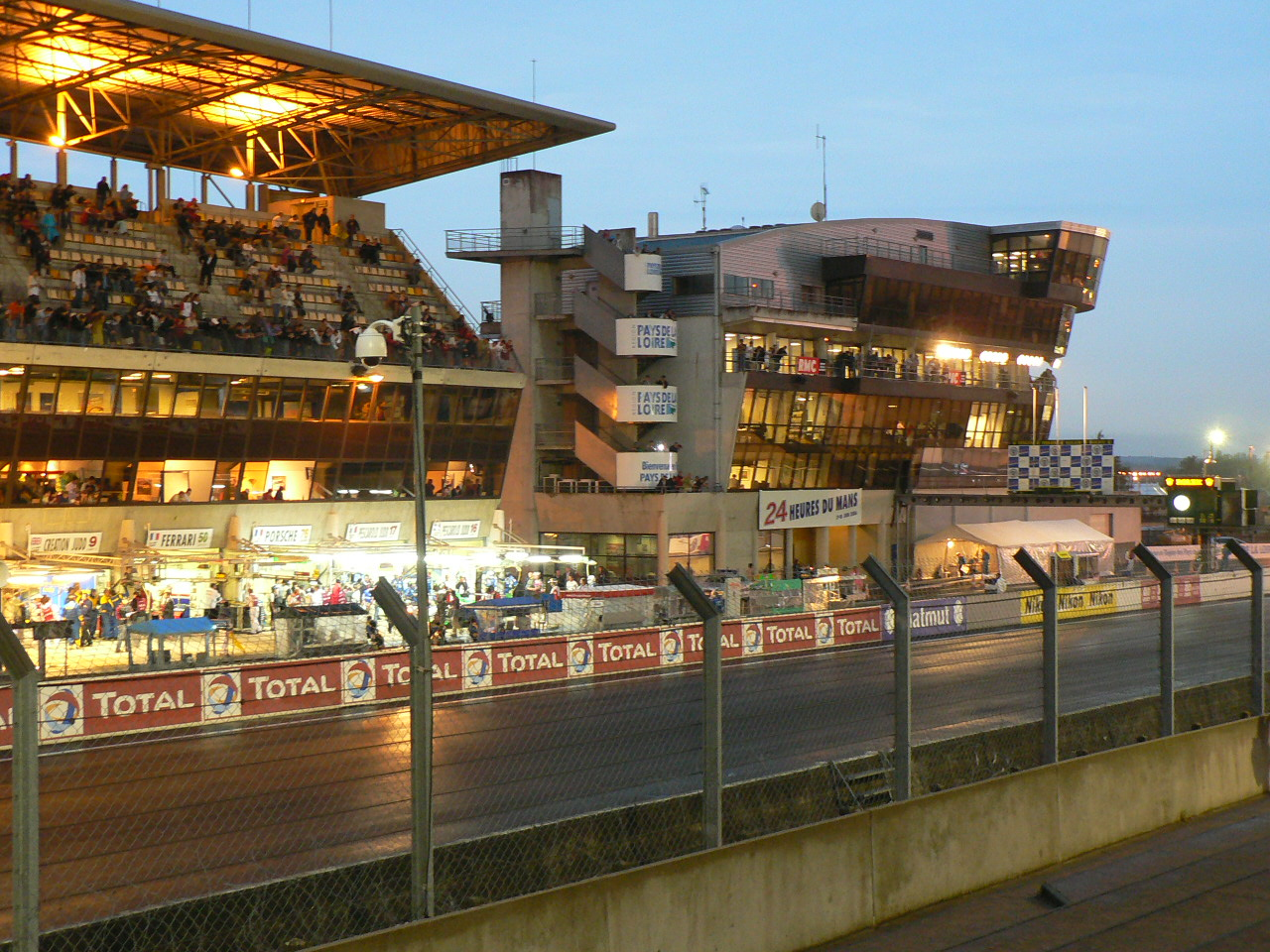
Le circuit des 24 heures du Mans.

Au Mans, Jann retrouve pour la première fois son père Steve depuis son départ pour la GT Academy. Steve lui avoue qu'il ne croyait pas en lui pour le protéger, mais reste malgré tout fier de tout ce que Jann a pu réussir. Le départ est donné et Jann parvient à être à l'avant, mais un accident se produisant à côté de lui va lui rappeler son propre accident au Nürburgring. Sous le choc, Jann ne parvient plus à rouler de façon performante, et perd des places. Jack parvient malgré tout à le rassurer, notamment en diffusant, via sa radio d'équipe, de la musique venant du walkman que Jann lui a offert. Jann se remet en selle, les heures passent, et l'équipe Nissan se rapproche du podium. Jann doit en urgence assurer le dernier relais de l'équipe, son coéquipier ayant une crampe. Malgré un incident mécanique, Jann gagne place après place, et c'est dans le dernier tour qu'il doit dépasser son rival Nick Capa. Après un combat sur tout le circuit, Jann trouve l'ouverture dans l'ultime virage, et parvient à finir 3e. Le projet est un succès, et Jann savoure, avec Jack resté sur le tarmac, le champagne de la victoire, sur le podium du circuit du Mans.
Le film s'achève sur des images du vrai Jann Mardenborough et de sa carrière, dont le film est inspiré.

## Fiche technique
Sauf indication contraire, les informations mentionnées dans cette section peuvent être confirmées par la base de données cinématographiques IMDb,  présente dans la section « Liens externes ».
- Titre original : Gran Turismo
- Réalisation : Neill Blomkamp
- Scénario : Jason Hall et Zach Baylin, d'après une histoire de Jason Hall et Alex Tse, d'après la série de jeux vidéo Gran Turismo
- Musique : Lorne Balfe et Andrew Kawczynski
- Direction artistique : Justin O'Neal Miller
- Décors : Martin Whist
- Costumes : Terry Anderson
- Photographie : Jacques Jouffret
- Montage : Colby Parker, Jr. et Austyn Daines
- Production : Asad Qizilbash, Carter Swan, Doug Belgrad et Dana Brunetti
- Producteur délégué : Matthew Hirsch
- Sociétés de production : Columbia Pictures, PlayStation Productions, Trigger Street Productions et 2.0 Entertainment
- Sociétés de distribution : Sony Pictures Releasing France (France), Columbia Pictures (États-Unis)
- Budget : 60 millions de dollars[1]
- Pays de production :  États-Unis
- Langue originale : anglais
- Format : couleur
- Genre : action, sport
- Durée : 135 minutes
- Dates de sortie[2] :
  - Belgique : 30 juillet 2023 (avant-première au circuit de Spa-Francorchamps)
  - France : 9 août 2023
  - États-Unis : 25 août 2023
- Classification :
  - États-Unis : PG-13 (les enfants de moins de 13 ans doivent être accompagnées d’un adulte)
  - France : tous publics

## Distribution
Sauf indication contraire, les informations mentionnées dans cette section peuvent être confirmées par la base de données cinématographiques IMDb,  présente dans la section « Liens externes ».
- Archie Madekwe (VF : Arthur Khong ; VQ : Patrick Emmanuel Abellard) : Jann Mardenborough
- David Harbour (VF : Stéphane Pouplard ; VQ : Louis-Philippe Dandenault) : Jack Salter
- Orlando Bloom (VF : Denis Laustriat ; VQ : Martin Watier) : Danny Moore
- Darren Barnet (VF : Gauthier Battoue ; VQ : Nicolas Poulin) : Matty Davis
- Djimon Hounsou (VF : Frantz Confiac ; VQ : Fayolle Jean Jr.) : Steve Mardenborough, le père de Jann
- Geri Halliwell-Horner (VF : Pauline Brunel ; VQ : Catherine Proulx-Lemay) : Lesley Mardenborough, la mère de Jann
- Takehiro Hira : Kazunori Yamauchi
- Daniel Puig (VF : Juan Llorca ; VQ : Philippe Vanasse-Paquet) : Cai Mardenborough, le frère de Jann
- Josha Stradowski (VF : Martin Faliu ; VQ : Alexandre Bacon) : Nicholas Capa
- Thomas Kretschmann (VF : Yann Sundberg) : Patrice Capa, le père de Nicholas
- Richard Cambridge (en) : Felix
- Maeve Courtier-Lilley (VF : Julie Schotsmans ; VQ : Laurie Babin) : Audrey
- Emelia Hartford (en) (VF : Célia Asensio) : Leah Vega
- Théo Christine (VF : lui-même) : Marcel Durand
- Pepe Barroso (VF : Clément Moreau) : Antonio Cruz
- Sang Heon Lee : Joo-hwan Lee
- Jamie Kenna (en) (VF : Laurent Morteau) : Jack Man Jones
- Nikhil Parmar (VF : Donald Reignoux ; VQ : Charles Sirard Blouin) : Persol
- Kazunori Yamauchi : le chef sushi (caméo[3])

 Source et légende : version française (VF) sur RS Doublage et carton cinématographique du doublage français ; version québécoise (VQ) sur Doublage.qc.ca

## Production

### Genèse et développement
Dès 2013, une adaptation de la série de jeux vidéo Gran Turismo de Polyphony Digital est évoquée. Dana Brunetti et Michael De Luca sont alors annoncés à la production. L'acteur Kevin Spacey rejoint ensuite le projet comme producteur alors qu'Alex Tse est annoncé comme scénariste. En mars 2015, Joseph Kosinski est annoncé comme réalisateur.
Le projet de film ne refera parler de lui qu'en mai 2022. Il est annoncé que le projet est en développement par Sony Pictures Entertainment et PlayStation Productions. Peu après, Neill Blomkamp est engagé comme réalisateur avec un scénario écrit par Jason Hall. Sony annonce dès lors une sortie américaine pour le 11 août 2023.

### Attribution des rôles
Les rôles principaux sont annoncés en septembre 2022 avec notamment David Harbour dans le rôle d'un pilote vétéran et Archie Madekwe dans le rôle d'un jeune pilote,.
Orlando Bloom est ensuite annoncé comme un responsable du marketing et Darren Barnet d'un coureur de la GT Academy (en). En novembre, la distribution s'étoffe avec les arrivées de Djimon Hounsou, Geri Halliwell-Horner, Daniel Puig, Josha Stradowski ou encore Thomas Kretschmann.

### Tournage
Le tournage débute le 12 novembre 2022 en Hongrie,,, et s'achève le 21 décembre de la même année. De nombreuses scènes de courses du film ont été tournées au Hungaroring et d'autres scènes ont été tournées à Budapest. Certaines séquences ont été filmées au Red Bull Ring en Autriche, ainsi qu'au Dubaï Autodrome. Des effets visuels et pratiques sont utilisés pour maquiller les circuits, afin qu'ils puissent apparaître à l'écran comme les circuits de Silverstone ou du Mans.

### Musique
En septembre 2022, Stephen Barton est annoncé comme compositeur. Quelques mois plus tard, c'est finalement Lorne Balfe qui est annoncé à la musique du film, accompagné d'Andrew Kawczynski.
Pour la course des 24h du Mans, un résumé a été fait sur un remix de Sean Paul sur sa chanson "She doesn't mind". Elle est présente sur Youtube.
La scène de l'accident du Nurburgring est aussi faite sur un remix de Peppas. Elle est présente sur Youtube.
Les deux chansons ne sont pas sur Deezer.
Pendant le film on apprend qu'apparemment, Jann Mardenborough a l'habitude d'écouter entre autres, 2 chansons avant de commencer une course, il s'agit de Songbird de Kenny G  et aussi Orinoco Flow d'Enya.

## Sortie et accueil

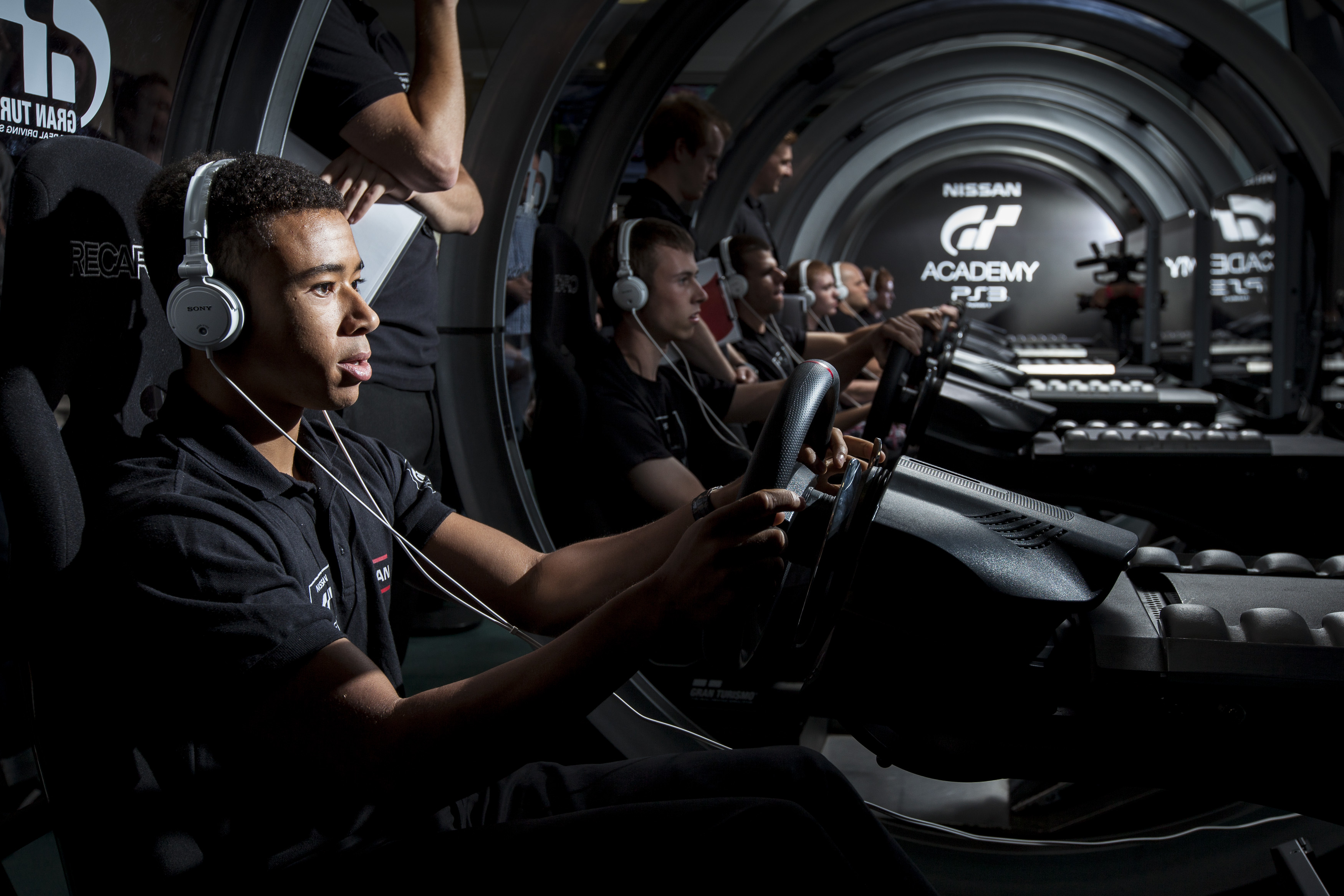
Compétition d'E-sport sur le jeu Gran-Turismo

### Promotion et dates de sortie
Une première bande-annonce mêlant des images du tournage est dévoilée début janvier 2023.
Le film est présenté en avant-première le 30 juillet 2023 au circuit de Spa-Francorchamps, peu après le grand Prix automobile de Belgique 2023. Après plusieurs projections évènementielles, le film sort aux États-Unis le 25 août 2023. Il devait initialement sortir le 11 août.

### Critique
Sur le site d'agrégation de critiques Rotten Tomatoes, le film 65% d'avis favorables, pour 222 critiques et une note moyenne de 6⁄10. Le consensus suivant résumé les avis collectés : « L'action rapide et le drame des outsiders de Gran Turismo sont minés par son récit vague d'une histoire basée sur des faits, mais il s'agit toujours d'un film de course globalement solide. » Sur le site Metacritic, qui utilise une moyenne pondérée, le film obtient la note de 48⁄100 pour 47 critiques.
En France, le site Allociné propose une note moyenne de 2,5⁄5 basé sur 20 titres de presse.
Le film est par ailleurs critiqué pour son utilisation de l'accident de Jann Mardenborough sur le circuit du Nürburgring, qui avait provoqué la mort d'un spectateur en 2015,.

### Box-office
Produit pour 60 millions de dollars, le film récolte 121 millions de dollars au box-office mondial.
| Pays ou région    | Box-office        | Date d'arrêt du box-office | Nombre de semaines |
| ----------------- | ----------------- | -------------------------- | ------------------ |
| États-Unis Canada | 44 428 554 $      | 16 novembre 2023           | 12                 |
| France            | 1 168 434 entrées | 17 octobre 2023            | 10                 |
| Total mondial     | 121 927 878 $     | -                          | -                  |